# Almiros (gmina)
Almiros (gr. Δήμος Αλμυρού, Dimos Almiru) – gmina w Grecji, w administracji zdecentralizowanej Tesalia-Grecja Środkowa, w regionie Tesalia, w jednostce regionalnej Magnezja. W 2011 roku liczyła 18 614 mieszkańców. Powstała 1 stycznia 2011 roku w wyniku połączenia dotychczasowych gmin: Almiros, Pteleos i Surpi oraz wspólnoty Anawra. Siedzibą gminy jest Almiros.